# 満足稲荷神社
満足稲荷神社（まんぞくいなりじんじゃ）は、京都市左京区東大路通仁王門下ル東門前町にある神社。通称は「満足さん」。旧社格は村社。

## 祭神
- 倉稲魂命（うがのみたまのみこと）

## 歴史
創建の由来は、豊臣秀吉が文禄の役（1592年）の戦勝を稲荷大神に祈願したところ、霊験が著しかったことから伏見城の守護神として稲荷社を祀ったのが始まりと伝える。社名は秀吉が稲荷大神の霊験に「満足」したことが由来だとされる。元禄6年（1693年）徳川綱吉が現在地に移し、法皇寺の鎮守社となった。
明治になって法皇寺は南禅寺に吸収され、当社のみが残った。商売繁昌・五穀豊穣の神として崇敬を集める。

## 境内

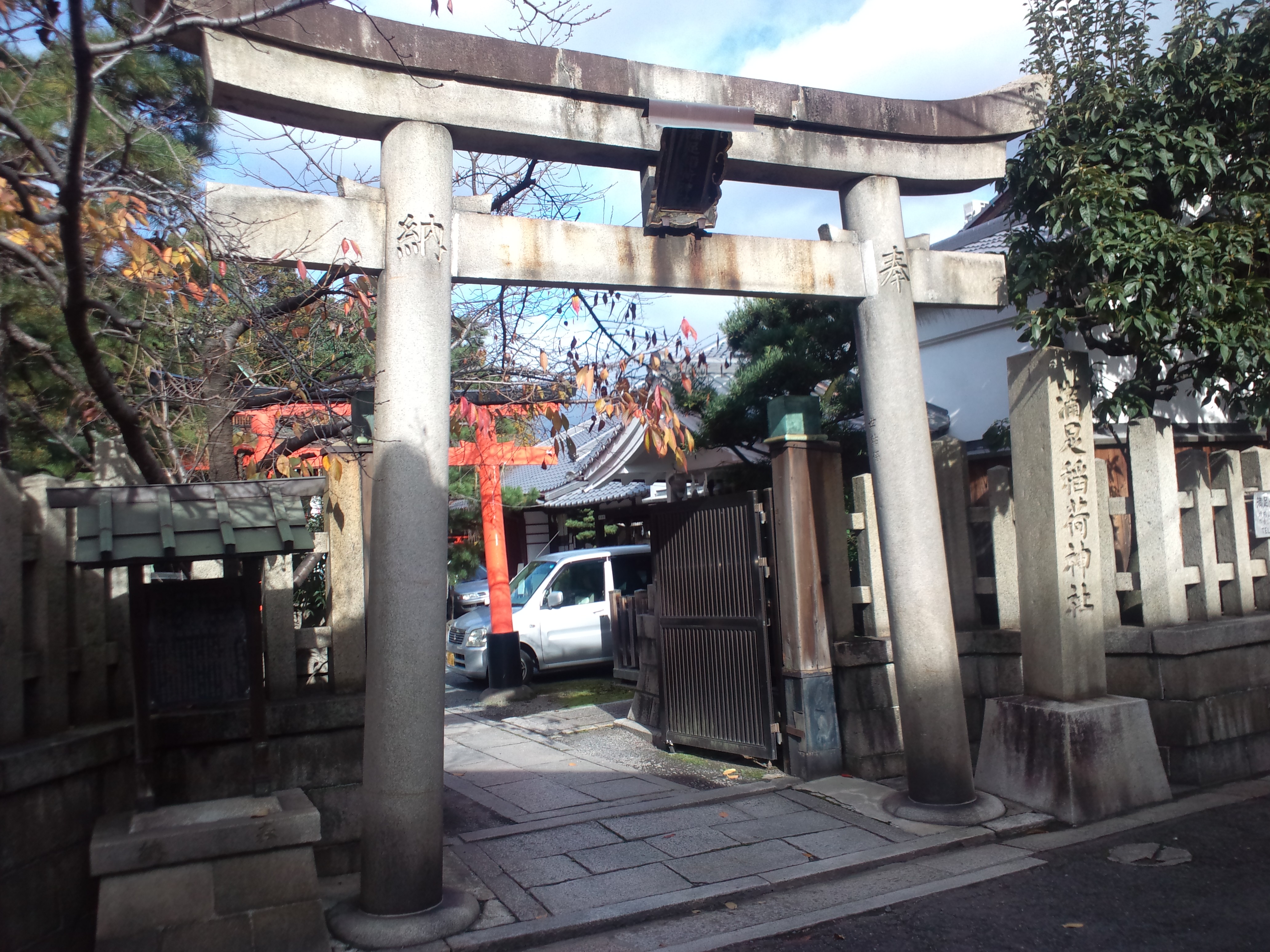
入口石鳥居
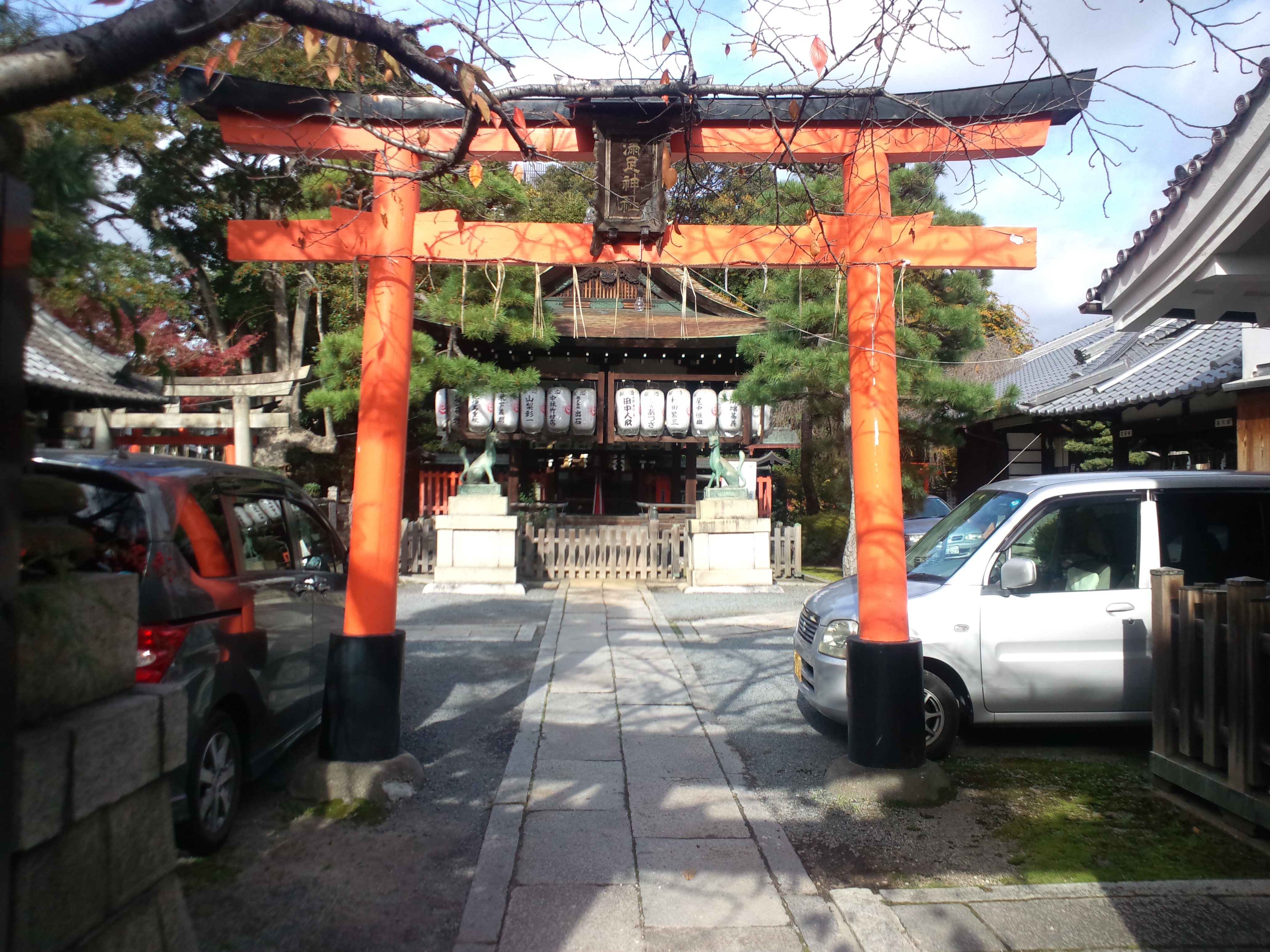
朱鳥居
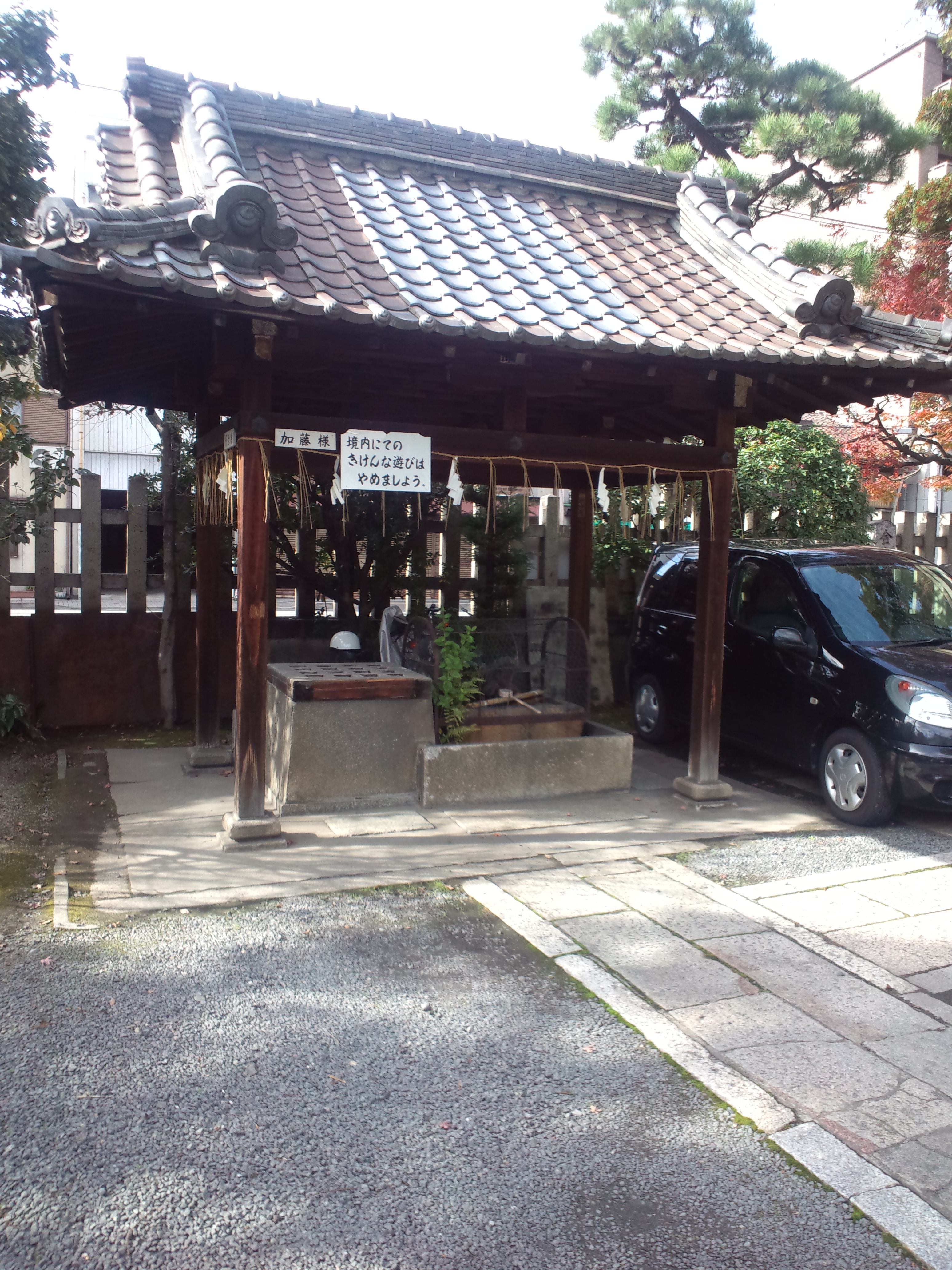
手水舎
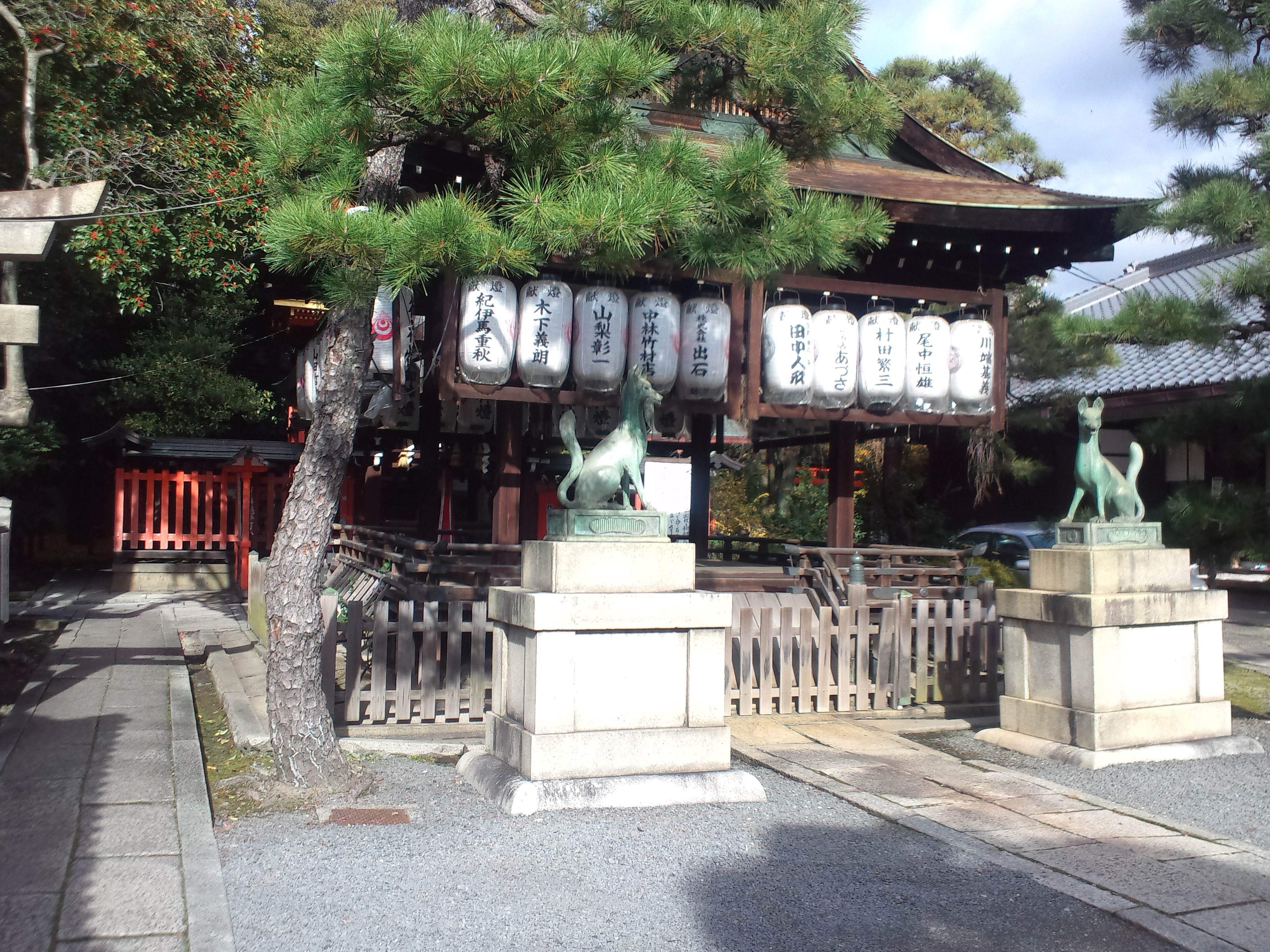
舞殿
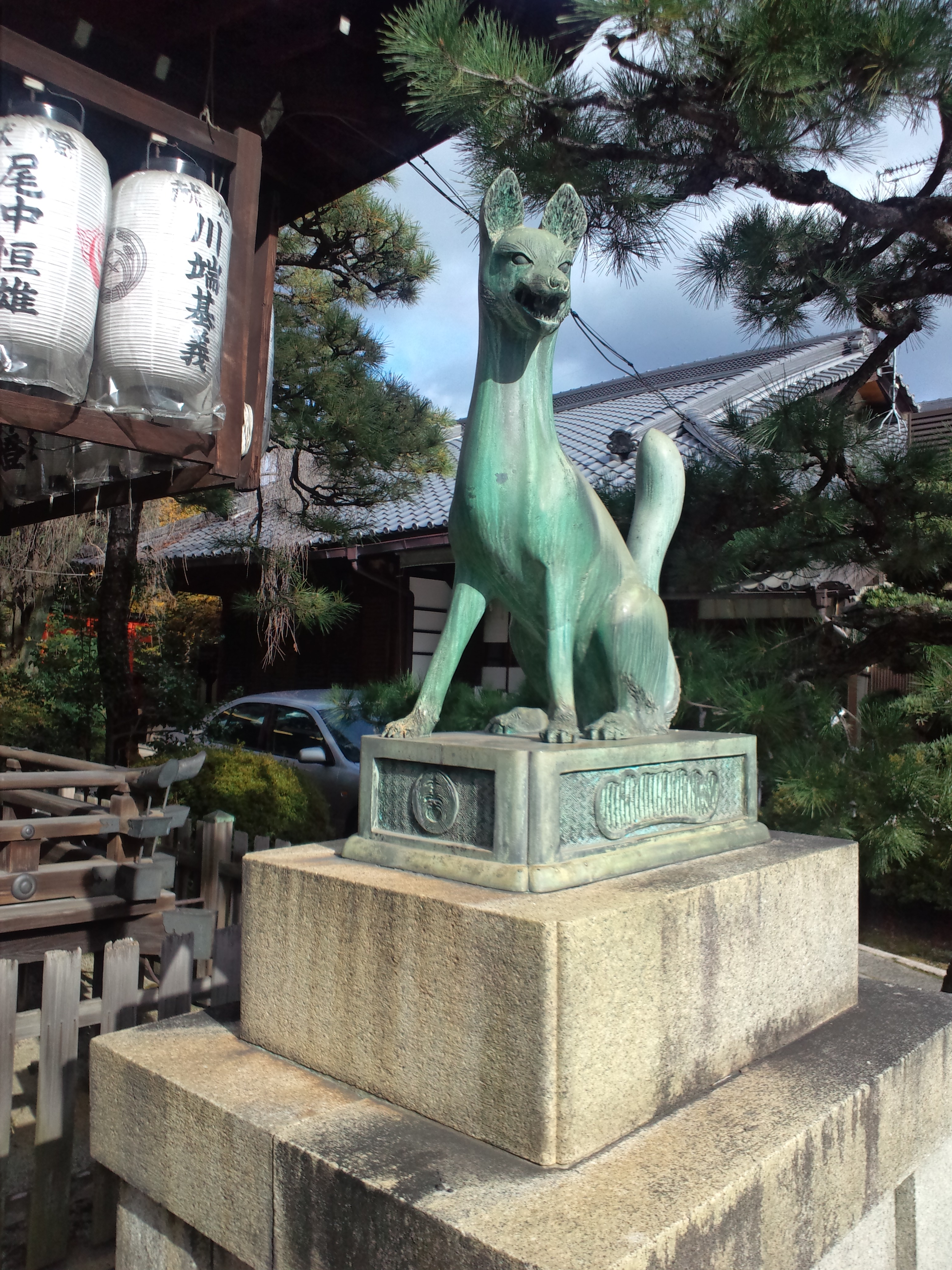
稲荷像

## 境内社
- 大神宮社（祭神：天照大御神）
- 大国主社（祭神：大国主神）
- 猿田彦社（祭神：猿田彦神）

## 文化財
- 宝舟之図（橋本関雪筆）
- 豊公詣満足神社文図（猪飼粛谷筆）
- 神木クロガネモチ（京都市指定保存樹） - モチノキ科、常緑高木・樹齢400年以上

## 現地情報
所在地
- 京都市左京区東大路通仁王門下ル東門前町527-1

交通アクセス
- 最寄駅：京都市営地下鉄東西線 東山駅下車後、徒歩約3分

- 最寄駅：京都市営バス 東山仁王門バス停（南行き）下車後、徒歩約0分